# إريك بنتلي
إريك بنتلي (بالإنجليزية: Eric Bentley)ا (1916 - 2020)، هو ناقد مسرحي ومترجم وكاتب مسرحي وصحفي وكاتب ومغني أمريكي، (ولد في بولتن في المملكة المتحدة 1916 – 2020 م).

## وصلات خارجية
- إريك بنتلي على موقع أرشيف الشارخ.
- إريك بنتلي على موقع IMDb (الإنجليزية)
- إريك بنتلي على موقع الموسوعة البريطانية (الإنجليزية)
- إريك بنتلي على موقع ميوزك برينز (الإنجليزية)
- إريك بنتلي على موقع قاعدة بيانات برودواي على الإنترنت (الإنجليزية)
- إريك بنتلي على موقع إن إن دي بي (الإنجليزية)
- إريك بنتلي على موقع ديسكوغز (الإنجليزية)